# Schloss Absberg

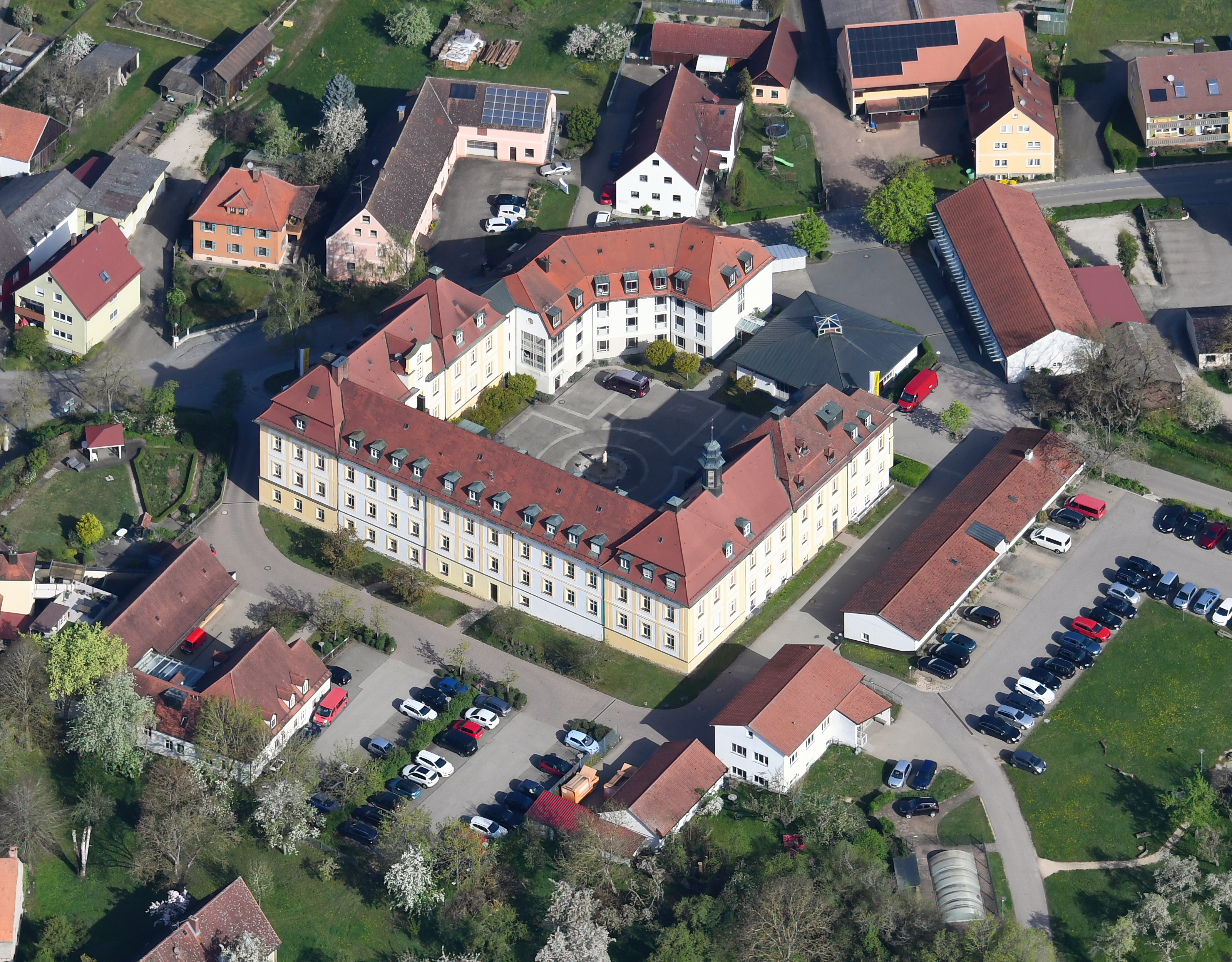
Schloss Absberg aus der Luft gesehen

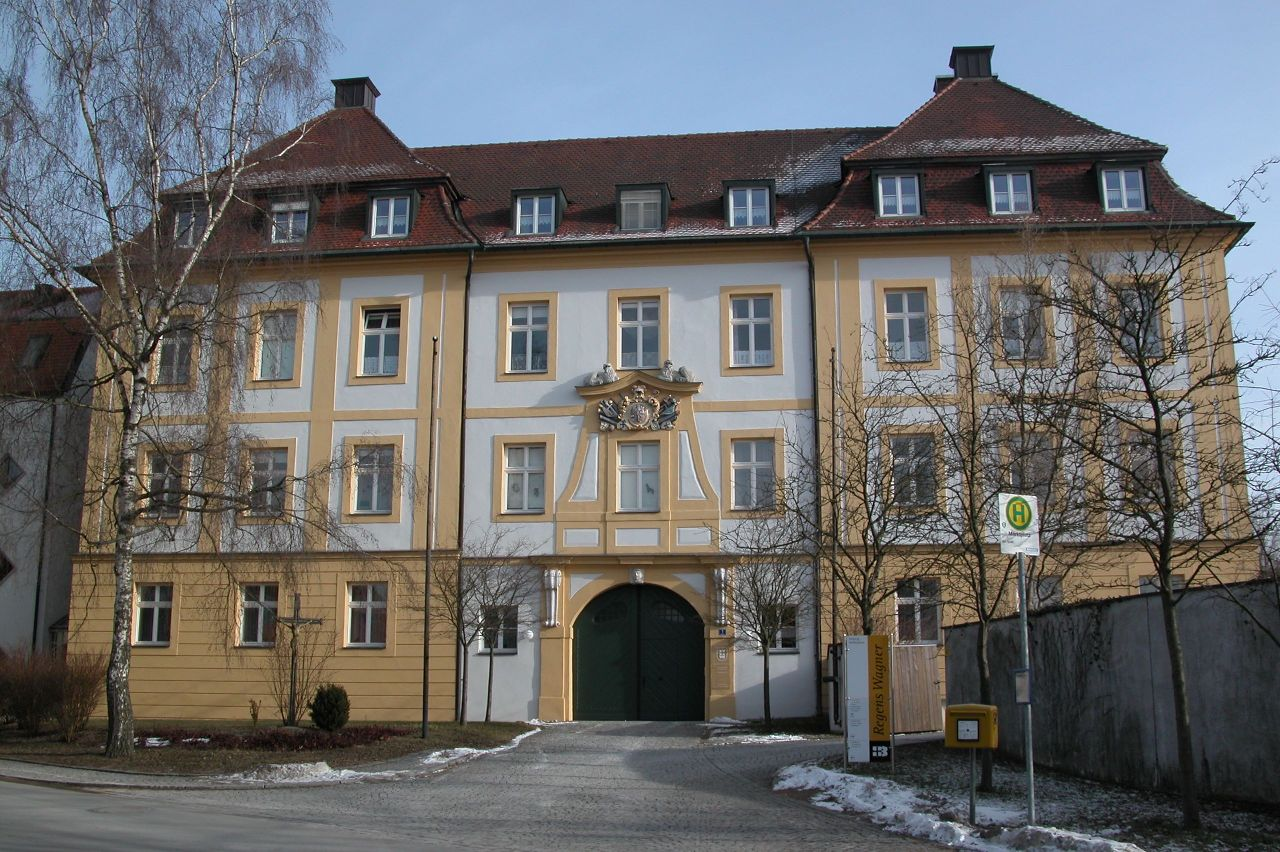
Das Schloss

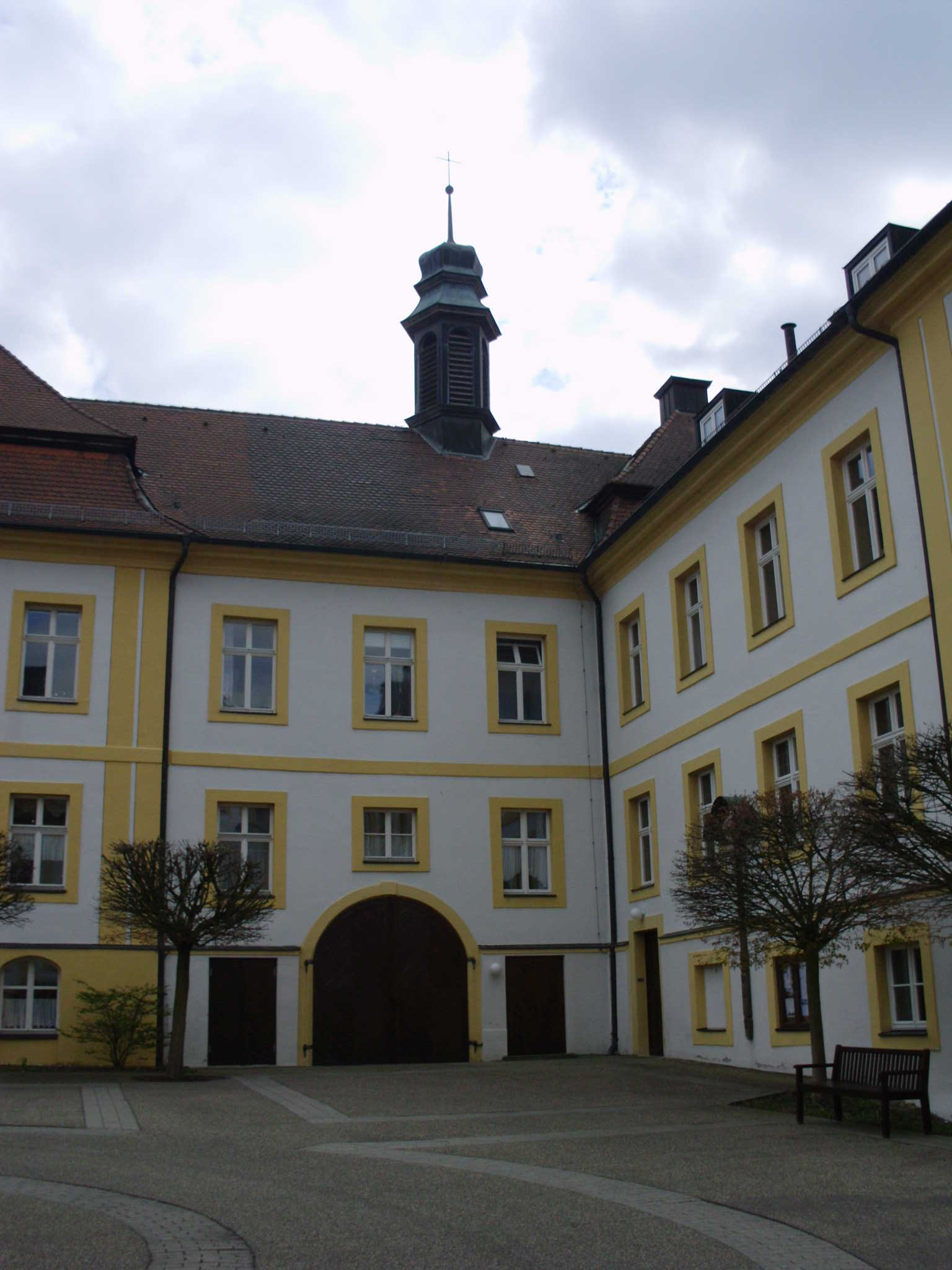
Der Innenhof

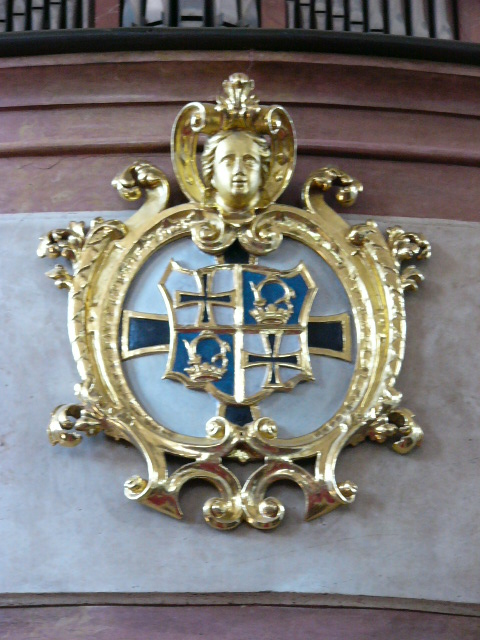
Wappen des Lamdkomturs Karl Heinrich von Hornstein an der Orgelempore der Kirche im Schloss

Das Schloss Absberg ist ein barockes Deutschordensschloss in Absberg im mittelfränkischen Landkreis Weißenburg-Gunzenhausen.

## Geschichte

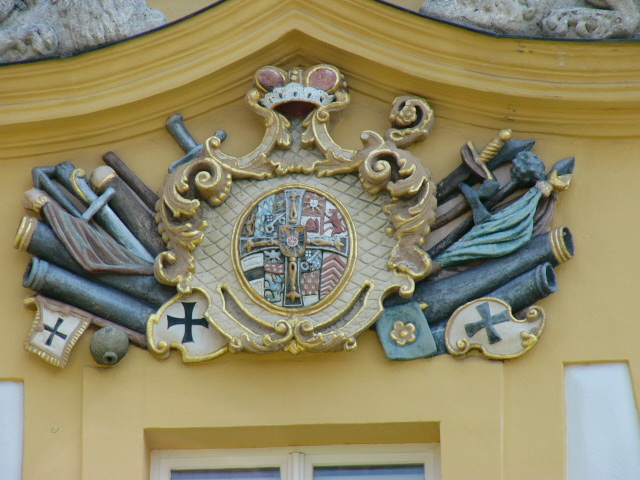
Wappen des Franz Ludwig von der Pfalz-Neuburg am Eingangsportal zum Schloss

Das Adelsgeschlecht der Absberger baute die heute nicht mehr existierende Burg Absberg, die 1523 in der Absberger Fehde abgebrannt und von 1593 bis 1595 wiederaufgebaut wurde. Nachdem das Geschlecht der Absberger 1647 ausstarb, fiel der Besitz 1652 an den Deutschen Orden, der die Burg abbrach.
Von 1723 bis 1726 wurde das heutige Schloss als Vogtei im Auftrag von Karl Heinrich von Hornstein erbaut. Der Architekt war Franz Keller. Es wird angenommen, dass als Baumeister der Barockbaumeister Gabriel de Gabrieli fungierte. Die Schlosskapelle wurde 1777 erbaut. Zu dieser Zeit wurde auch ein barocker Obstgarten angelegt. Nach Auflösung des Ordens 1806 kam das Schloss erst an das Königreich Bayern, dann 1809 in Privatbesitz und wurde 1834 erweitert. 1909 erwarb die Regens-Wagner-Stiftung in Dillingen das Schloss, die es bis heute als Einrichtung für Menschen mit Behinderung Regens Wagner Absberg betreibt. 1969 zerstörte ein Brand den einstigen Rittersaal. 1991 gab es eine Erweiterung des Gebäudes durch den Architekten Friedrich Ferdinand Haindl.

## Baubeschreibung und Einrichtung
Der dreiflügelige Barockbau ist dreigeschossig und nach Norden ausgerichtet. Die Fassade wird durch Risalite, Lisenen und Eckpavillons gegliedert. Im Schloss befinden sich zahlreiche Malereien und Stuckaturen wie Engelsdarstellungen und Blumenbänder. Im Westflügel befindet sich ein Wappen von Franz Ludwig von Pfalz-Neuburg. Von Franz Joseph Roth sind bedeutende Stuckdekorationen.

## Schlosskapelle
Da Absberg protestantisch war, war die 1777 gebaute Schlosskapelle im Südflügel die erste katholische Kirche in Absberg. Seit 1834 ist die Schlosskapelle die Pfarrkirche St. Ottilia. Der Altar von 1840 ist aus Ansbach und besitzt einen säulenartigen Aufbau. Die Wandflächen der Kirchen werden von Pilastern gegliedert; Die Spiegeldecke hat flache Stichkappen. Beichtstuhl und Schnitzereien sind von 1730.